# Ophiopogon kradungensis
Ophiopogon kradungensis är en sparrisväxtart som beskrevs av Minoru N. Tamura. Ophiopogon kradungensis ingår i släktet Ophiopogon och familjen sparrisväxter.
Artens utbredningsområde är Thailand. Inga underarter finns listade i Catalogue of Life.